# Bứa cọng
Bứa cọng hay đằng hoàng quả to (danh pháp: Garcinia pedunculata) là một loài thực vật có hoa trong họ Bứa. Loài này được Roxb. ex Buch.-Ham. mô tả khoa học đầu tiên năm 1827.

## Hình ảnh

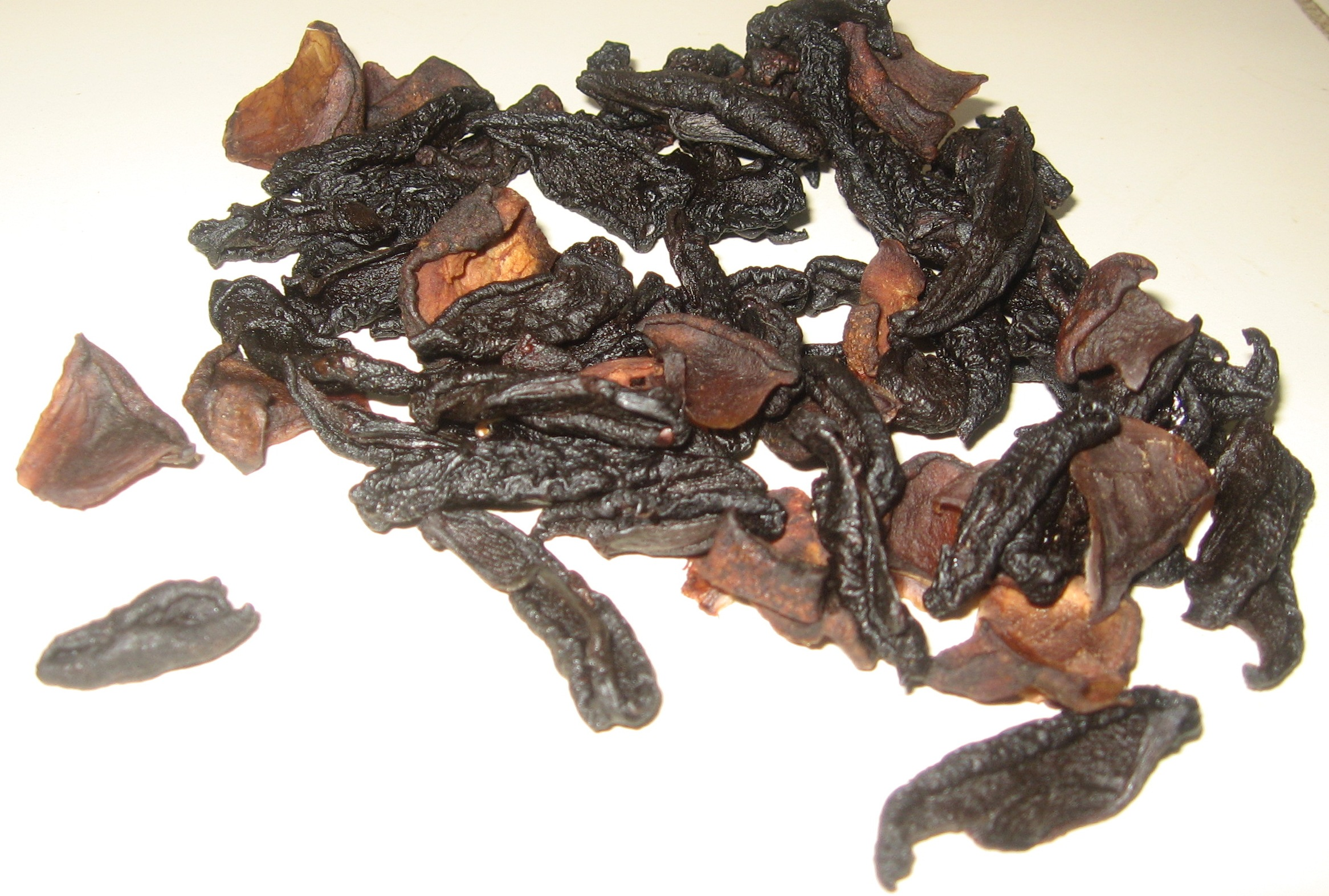